# Save the last dance for me (Jerry Lee Lewis)
Save the last dance for me is een single van Jerry Lee Lewis and Friends. Het is zijn versie van Save the last dance for me, origineel van The Drifters. Het plaatje haalde in 1979 de Belgische en Nederlandse hitparades, maar was eerder opgenomen, wellicht al in 1961. Toen verscheen het ook al als single van Lewis. Het verscheen op het platenlabel Sun Record Company. Ten tijde van uitbrengen was Lewis al ondergebracht in een andere stal.

## Hitnotering

### Nederlandse Top 40
| Positie: | 30 | 22 | 17 | 17 | 37 | uit |

### NederlandseMega Top 50
| Positie: | 31 | 28 | 26 | 34 | 31 | 44 | uit |

### BelgischeBRT Top 30
| Positie: | 23 | - | - | 22 | uit |

### VlaamseUltratop 30
| Positie: | 30 | uit |